# Bazylika św. Jerzego w Victorii
Bazylika św. Jerzego lub bazylika i kolegialny kościół parafialny św. Jerzego (malt. Il-knisja ta’ San Ġorġ, ang. St George’s Basilica lub Basilica and Collegiate Parish Church of Saint George), znany po prostu również jako San Ġorġ po maltańsku – historyczny kościół barokowy stojący w centrum Victorii, antycznej „Ħaġar” – stolicy Gozo, drugiej co do wielkości wyspy archipelagu maltańskiego; otoczony jest przez labirynt wąskich uliczek i alejek. Dzisiejsza bazylika zbudowana została w latach 1672–1678.

## Historia

### Początki
Parafia ma początek w czasach bizantyńskich, w IV wieku, kiedy cesarzem był Teodozjusz I. Budynek pierwszego kościoła był pierwotnie główną rzymską świątynią Gozo, przekształconą przez greckich misjonarzy w chrześcijański kościół pod wezwaniem św. Jerzego. Rzymska świątynia stała dokładnie w miejscu dzisiejszego kościoła. Kościół jest również udokumentowany w źródłach rękopiśmiennych z około roku 1250, kiedy zanotowano jego funkcjonowanie jako kościoła parafialnego. Był również wymieniony jako jedna z parafii na Gozo, gdzie można uzyskać odpusty na mocy bulli papieża Mikołaj V na Rok Święty 1450. Należy zwrócić uwagę na fakt, że aż do roku 1575 liturgia w kościele parafialnym św. Jerzego odprawiana była w rycie gallikańskim. Był to ostatni kościół celebrujący ten typ liturgii na wyspie przed przejściem na liturgię w wersji trydenckiej. W czasach średniowiecznych kościół był kilkakrotnie przebudowywany, głównie z powodu wzrostu populacji na wyspie. W roku 1511 scriptura apostolica ogłosiła, że kościół św. Jerzego jest kościołem parafialnym Gozo, obejmującym całą populację Gozo. W roku 1551, podczas najazdu na Gozo, większość mieszkańców wyspy, wraz z proboszczem Lorenzo De Apapisem (1501-1586), została wzięta do niewoli i wywieziona do Konstantynopola przez Turków osmańskich. Ksiądz De Apapis zdołał wykupić się z niewoli po kilku latach, powrócił na Gozo i odbudował kościół św. Jerzego, który był mocno uszkodzony. Budowla była ponownie odbudowywana w latach 1583 oraz 1598.

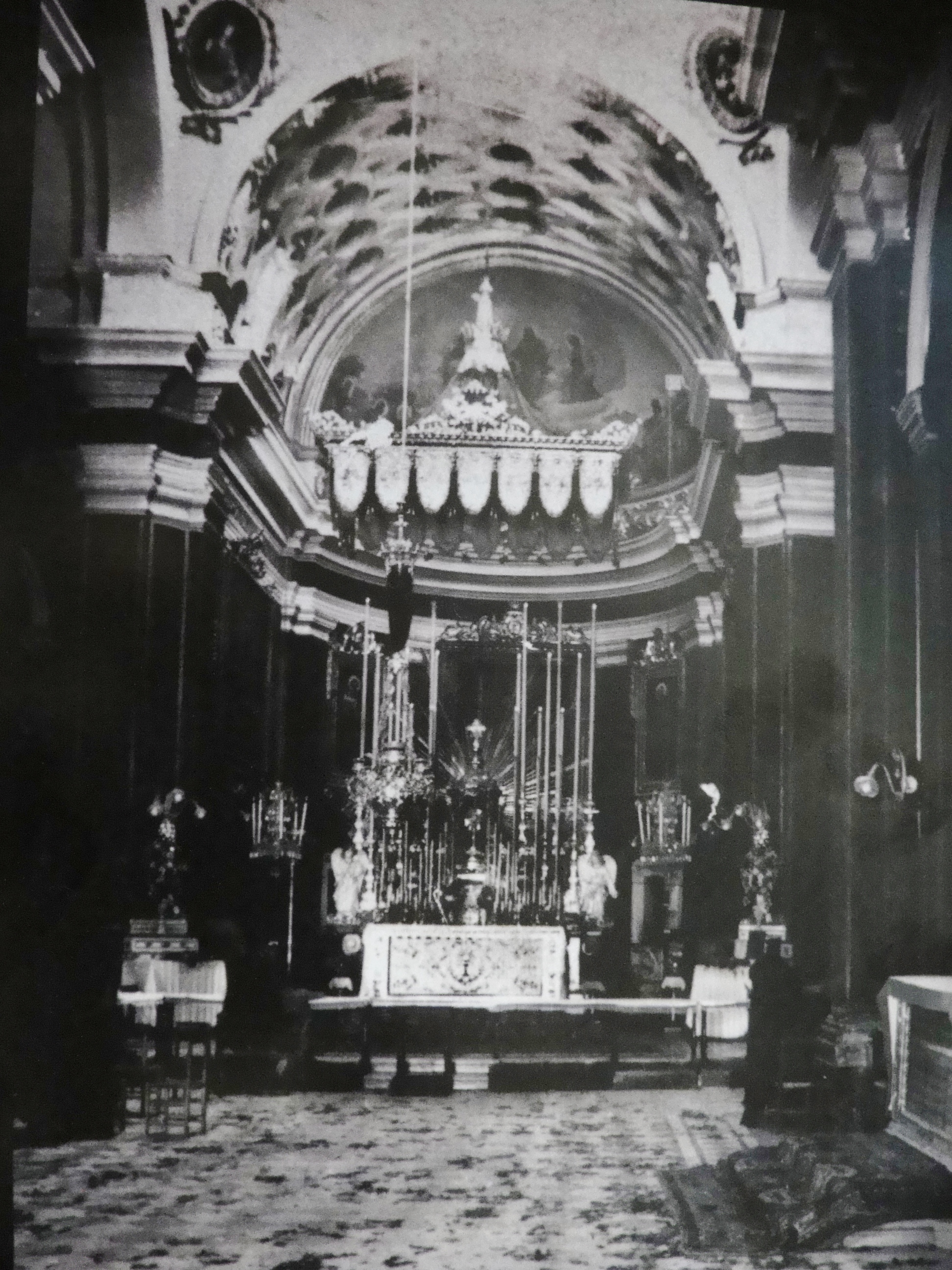
Wnętrze St George’s w latach 30. XX wieku

### Odbudowa kościoła
Kościół aktualnie istniejący został zamówiony przez wielkiego mistrza Zakonu św. Jana Alofa de Wignacourt w roku 1603, kiedy ten zlecił Vittorio Cassarowi wyburzenie budynków, które mogłyby posłużyć do osłaniania ataku wroga na Cittadellę, a także do odbudowy kościoła parafialnego św. Jerzego. Jednak dopiero po roku 1670 papież Klemens X wydał dekret, zezwalający na wykorzystanie funduszy ze Stolicy Apostolskiej, aby rozpocząć budowę kościoła. Kamień węgielny aktualnego kościoła został położony 7 sierpnia 1672 roku. Budowa kościoła została zakończona w roku 1678, poświęcony zaś został 21 września 1755 roku przez biskupa Paula Alphéran de Bussan. W tamtym czasie był to największy chrześcijański kościół na wyspie, i był pierwszym na Gozo kościołem zbudowanym w kształcie krzyża łacińskiego. Zapisy z wizytacji arcybiskupa de Bussan w roku 1744 mówią, że kościół św. Jerzego był jedną z pierwszych parafii ustanowionych w archidiecezji maltańskiej.

### Połączenie dwóch parafii
W roku 1630 wikariusz generalny diecezji maltańskiej, Pier Francesco Pontremoli, zaproponował zjednoczenie dwóch parafii Gozo – parafii Wniebowzięcia w Citadelli oraz parafii św. Jerzego – z powodu konfliktów i niezdrowej rywalizacji, które wywoływali obaj proboszczowie wymienionych parafii. W związku z tym postanowiono, że zarządzanie parafią św. Jerzego zostanie przekazane archiprezbiterowi kościoła Wniebowzięcia. W międzyczasie, w roku 1678, zakończona została odbudowa kościoła św. Jerzego. 28 kwietnia 1688 biskup Davide Cocco Palmieri ustanowił cztery nowe parafie na Gozo, i połączył obie wymienione wcześniej parafie. Unia ta trwała przez następne 266 lat, do 1 sierpnia 1955, kiedy biskup Gozo, Giuseppe Pace, rozwiązał ją, podpisując dekret Cum hodiernis temporibus, którym przywrócił parafii św. Jerzego możliwość prowadzenia samodzielnej działalności duszpasterskiej(s.36).

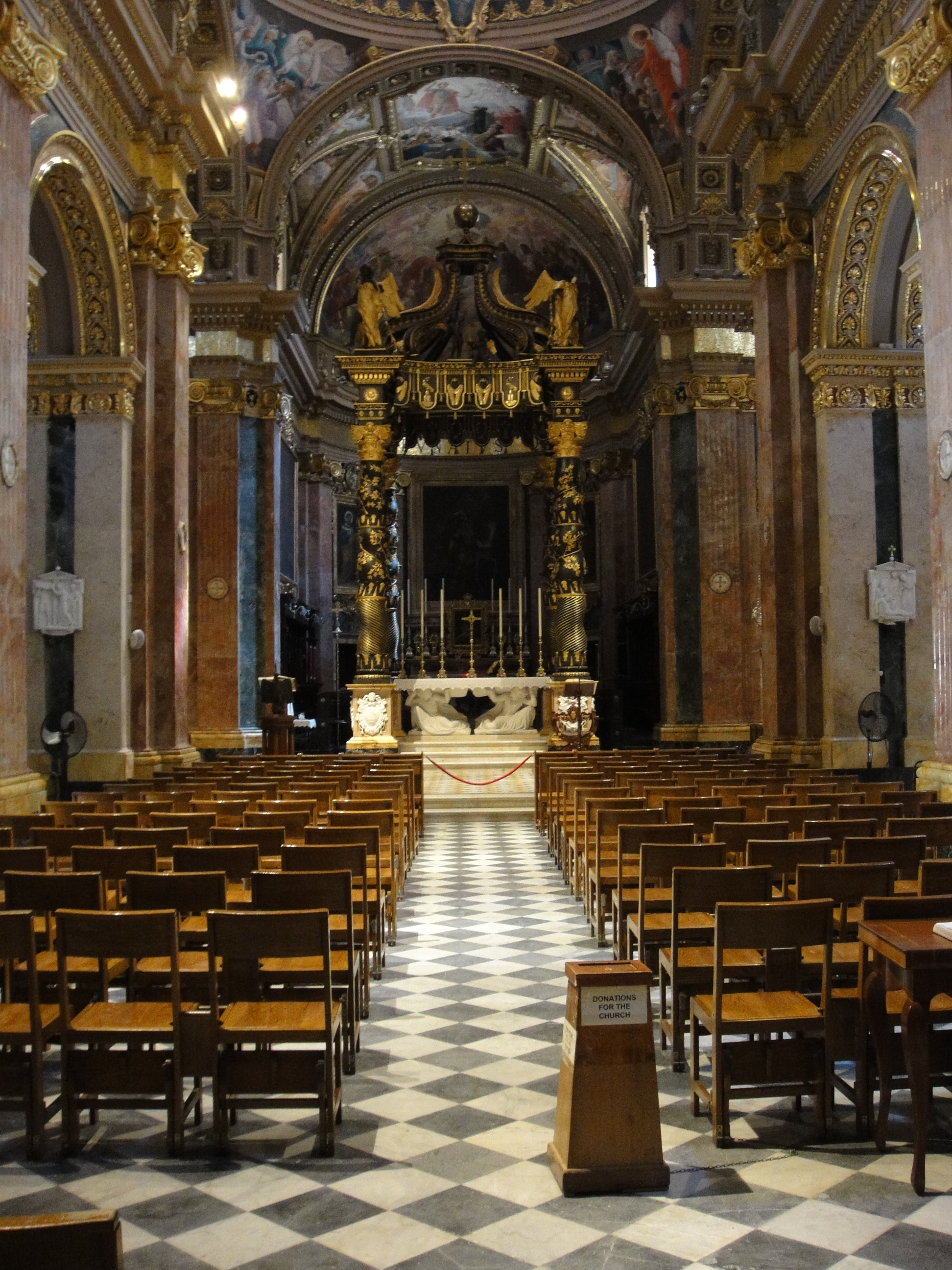
Wnętrze bazyliki

### Nowa fasada
Pierwsza większa architektoniczna modyfikacja kościoła, po jego odbudowie, miała miejsce w roku 1818, kiedy odbudowana została fasada kościoła, uszkodzona podczas trzęsienia ziemi, które nawiedziło Gozo 1 lutego 1697 roku, 20 lat po ukończeniu kościoła. Projekt fasady wykonał Salvatore Bondi.

### Powiększenie budowli
W latach trzydziestych XX wieku budynek kościoła został powiększony przez dodanie naw i bocznych kaplic. W latach 1938–1939 zrekonstruowano i przebudowano dach, zaś pomiędzy rokiem 1939 a 1940 zrekonstruowana została kopuła kościoła, uszkodzona podczas trzęsień ziemi w latach 1693 oraz 1789. Inauguracja powiększonej świątyni odbyła się 28 lipca 1940, przeprowadził ją biskup Mikiel Gonzi.

### Bazylika mniejsza
5 października 1958 archiprezbiter Mikiel Cefai ogłosił zgromadzonym wiernym, że kościół został uhonorowany tytułem bazyliki. Dekret Merito dilaudatur templum, datowany 6 września 1958, potwierdzał decyzję papieża Piusa XII, że kościół parafialny św. Jerzego jest teraz bazyliką, pierwszym kościołem parafialnym na Gozo podniesionym do tej godności. Z tym tytułem kościół otrzymał pewne przywileje, takie jak pierwszeństwo przed innymi kościołami oraz prawo umbraculum i tintinnabulum.

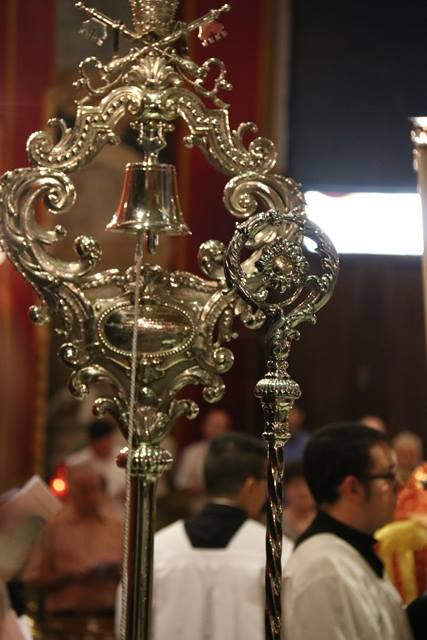
Tintinnabulum bazyliki (1958) oraz pastorał biskupa, będącego również dziekanem kapituły kolegiaty

Przedmioty te są noszone w każdej procesji, w której bierze udział kapituła kolegiaty. Kościół uzyskał także prawo do umieszczenia papieskiego symbolu skrzyżowanych kluczy na sztandarach, meblach i pieczęci bazyliki.

W 1967 kościół kolegialny połączony został z papieską arcybazyliką św. Jana na Lateranie w Rzymie.

### Kolegiata
8 grudnia 1975 roku biskup Nikol Ġużeppi Cauchi ustanowił pierwszą kapitułę w nowej kolegiacie pontyfikalnej. W sumie na Gozo jest pięć kapituł kolegialnych, wszystkie ze szczególnymi przywilejami i insygniami. Jedynie papieska kapituła kolegialna św. Jerzego, zgodnie z dekretem biskupa Cauchi, ma unikalny przywilej, iż aktualny biskup Gozo jest jej dziekanem. Jest to zatem jedyna Papieska Kapituła Kolegialna w diecezji.

## Architektura

### Elewacja frontowa
Fasada kościoła wznosi się na wysokich cokołach, zajmujących niemal trzecią część jego wysokości. Podzielona jest na trzy zatoki, z których centralna, szersza ograniczona jest dwoma parami pilastrów z kapitelami ozdobionymi liśćmi akantu. Taki sam pilaster znajduje się na każdym z brzegów ściany. Drzwi centralnie umiejscowione, wykonane z brązu, otoczone są kamienną sztukaterią, zwieńczone zaś zaokrąglonym frontonem z trzema herbami. Ponad frontonem cienki gzyms, oddzielający go od kartusza z herbem, otoczonego esownicami. Na tym samym poziomie, w bocznych zatokach, znajdują się dwa ślepe okrągłe okna, upiększone listnymi motywami.

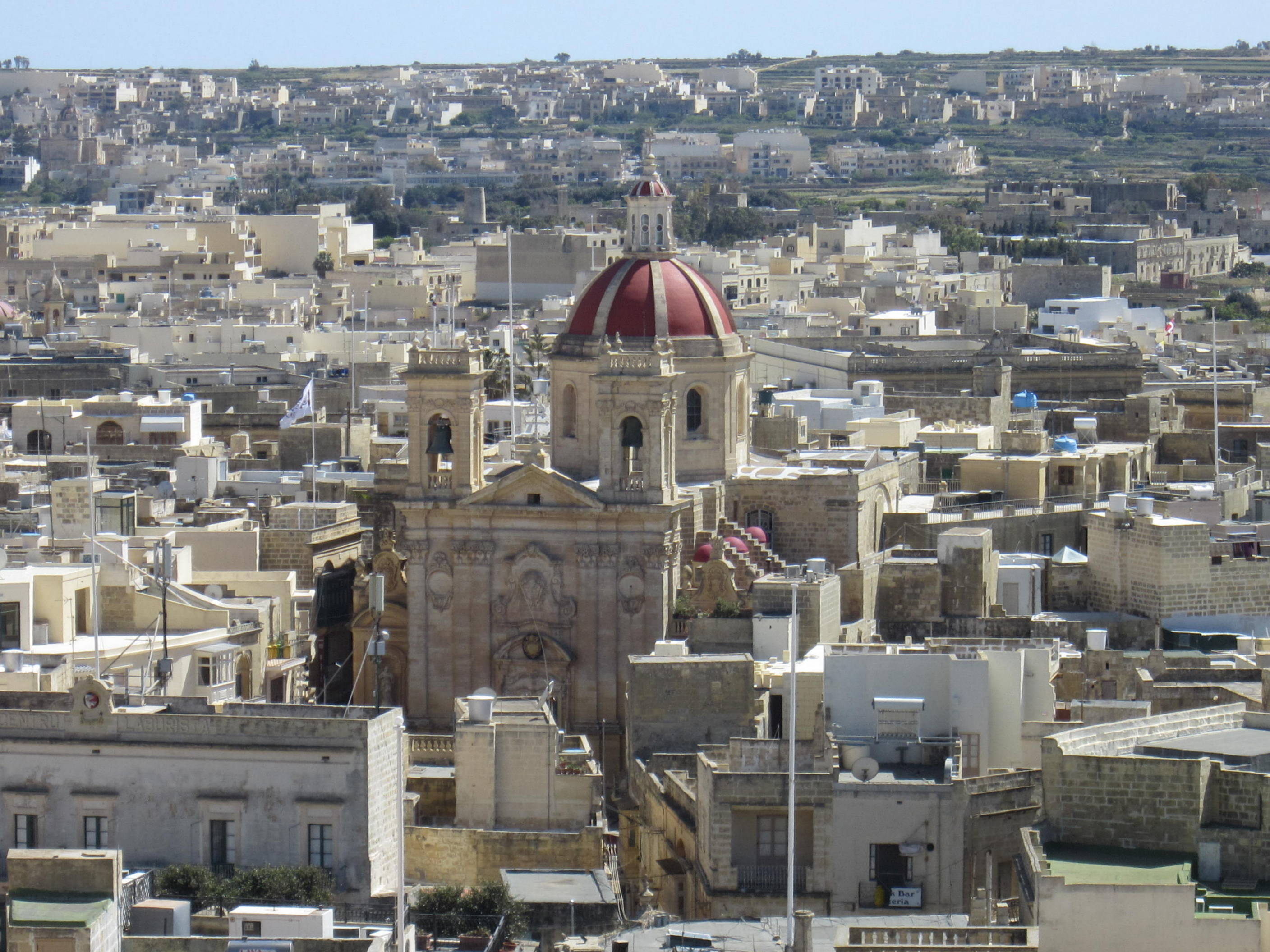
Wyniosła kopuła bazyliki góruje nad stolicą wyspy

Górna część fasady spoczywa na szerokim gzymsie. Tutaj trójkątny fronton położony jest pomiędzy dwoma dzwonnicami o kwadratowym przekroju, zwieńczonymi kamiennymi balustradami. Dzwonnice mieszczą pięć dzwonów odlanych w brązie przez Fonderia Barigozzi z Mediolanu w 1925.

Wspomniane potężne drzwi wejściowe, których projektantem był miejscowy artysta John Grima, wykonane zostały w Fonderia Bonvicini z Werony, i zainstalowane w 2004, dla upamiętnienia Wielkiego Jubileuszu Roku 2000. Na szczycie drzwi napis PORTA SALUTIS.

### Nawy boczne i kopuła
Kościół ma dwie nawy boczne, dobudowane w latach 30. XX wieku, których ściany frontowe są cofnięte w stosunku do fasady nawy głównej. W 1992 Alfred Camilleri Cauchi wyrzeźbił dwie figury, przedstawiające Niepokalane Poczęcie oraz Świętego Józefa, które umieszczone zostały w dwu niszach na frontach naw bocznych.
Wyniosła kopuła na wysokim ośmiobocznym bębnie, z latarnią na szczycie odbudowana została w tym samym czasie.

## Wnętrze świątyni
Pierwsze wrażenie wnętrza bazyliki to wyjątkowa proporcja architektoniczna i harmonia. Kościół ten jest nazywany „złotym kościołem” Gozo. Jest w całości pokryty marmurem, złotym stiukiem i hipnotyzującymi widza malowidłami. Wewnątrz znajdują się, między innymi, prace takich artystów, jak Mattia Preti, Stefano i Alessio Erardi, Giuseppe D’Arena, Enrico Regnaud, Gio Nicola Buhagiar, Francesco Zahra, Sigismondo Dimech, Pietro Paolo Azzopardi, Carlo Ignazio Cortis, Giuseppe Calì, Abram Gatt, Emanuele Buhagiar, Gian Battista Conti, Carlo Pisi oraz Vincent Apap. Ze swojej strony kościół przeszedł różne zmiany konstrukcyjne i architektoniczne, w szczególności przebudowę prezbiterium i absydy oraz dodanie naw bocznych w XX wieku.

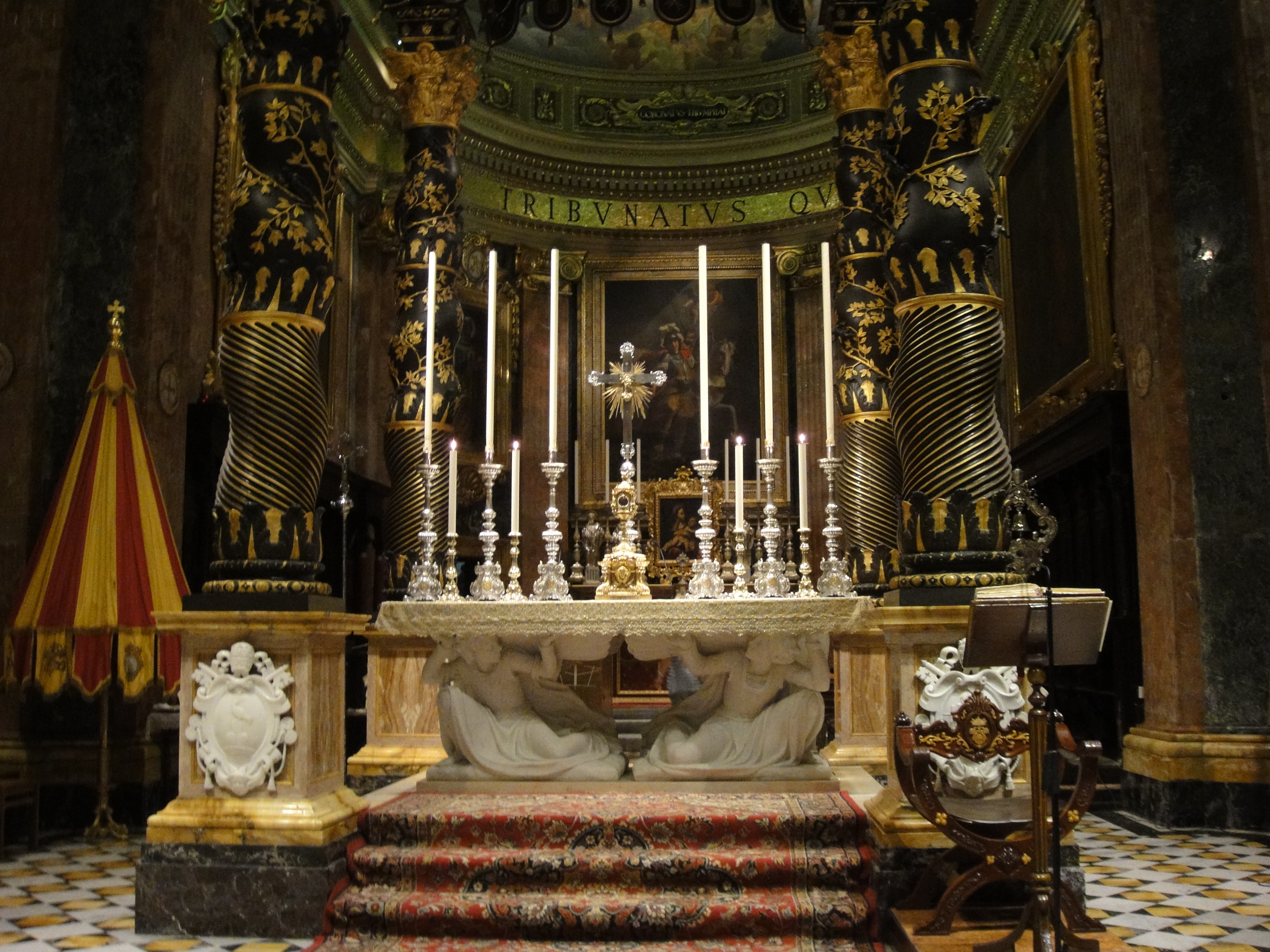
Pontyfikalny ołtarz główny z baldachimem

### Ołtarz główny
Od 1678 kościół miał co najmniej trzy, następujące po sobie, ołtarze główne. O pierwszym wiadomo jedynie, że zbudowany był prawdopodobnie z kamienia. W 1755 zastąpiony został kolejnym, wykonanym przez Claudio Durante z Valletty, według projektu Francesco Vincenzo Zahry, a który konsekrowany został 21 września tegoż roku przez biskupa de Bussan. Ołtarz zbudowany został z sześciu rodzajów marmuru sycylijskiego. Po demontażu w 1960 zabytek „zniknął”. Odnaleziony w 1999 i poddany konserwacji, w 2012 ustawiony został w Knights’ Cancellaria, St. George Square w Valletcie(s.13-14).
Współcześnie stojący w bazylice ołtarz zastąpił poprzedni w 1960. Wykonany jest z białego marmuru karraryjskiego, nad nim rozpościera się baldacchino z brązu. Cztery klęczące archanioły dźwigają płytę marmurową ołtarza, znamionującą tron Chrystusa. Autorem ołtarza jest rzymski rzeźbiarz Carlo Pisi.

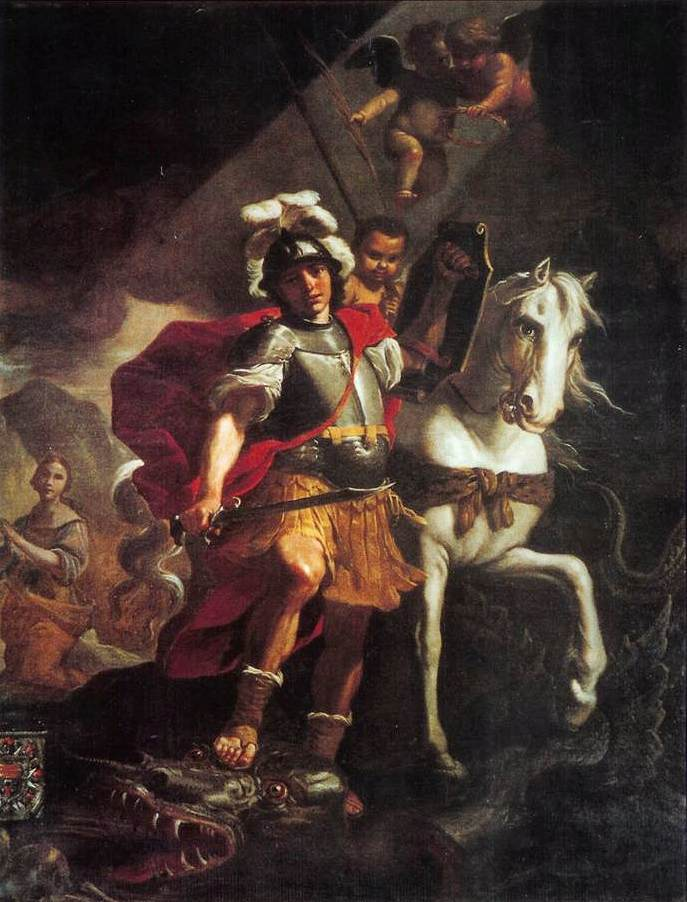
Obraz tytularny pędzla Mattia Pretiego z 1678

Wzbogacił on ołtarz, będąc zainspirowany pracą Berniniego, wykonanym z brązu i pozłacanym baldachimem, przekształcając kościół w miniaturę bazyliki św. Piotra(s.14).

Carlo Pisi wykonał również wspaniałe marmurowe stacje drogi krzyżowej.

### Apsyda i prezbiterium
W 1905 prezbiterium świątyni zostało powiększone(s.29). W nowo umiejscowionej apsydzie umieszczony został obraz tytularny bazyliki Tryumf św. Jerzego, dzieło Mattia Pretiego z 1678. Obraz powstał na zamówienie ówczesnego gubernatora Gozo Francesco de Corduby. Dzieło to jest uważane za najwspanialszy XVII-wieczny obraz na Gozo. Przedstawia on świętego Jerzego triumfującego nad smokiem. Herb darczyńcy widoczny jest w lewym dolnym rogu obrazu. Biskup Malty Miguel Jerónimo de Molina, wspomina ten obraz w swoim raporcie z wizyty pastoralnej w 1680(s.27).
Równie ważne, jak dzieło Prettiego, są obrazy Francesco Zahry, które upiększają ściany prezbiterium ponad stallami. Są to: Święty Jerzy przed obliczem Dioklecjana oraz Ścięcie św. Jerzego(s.27-29).

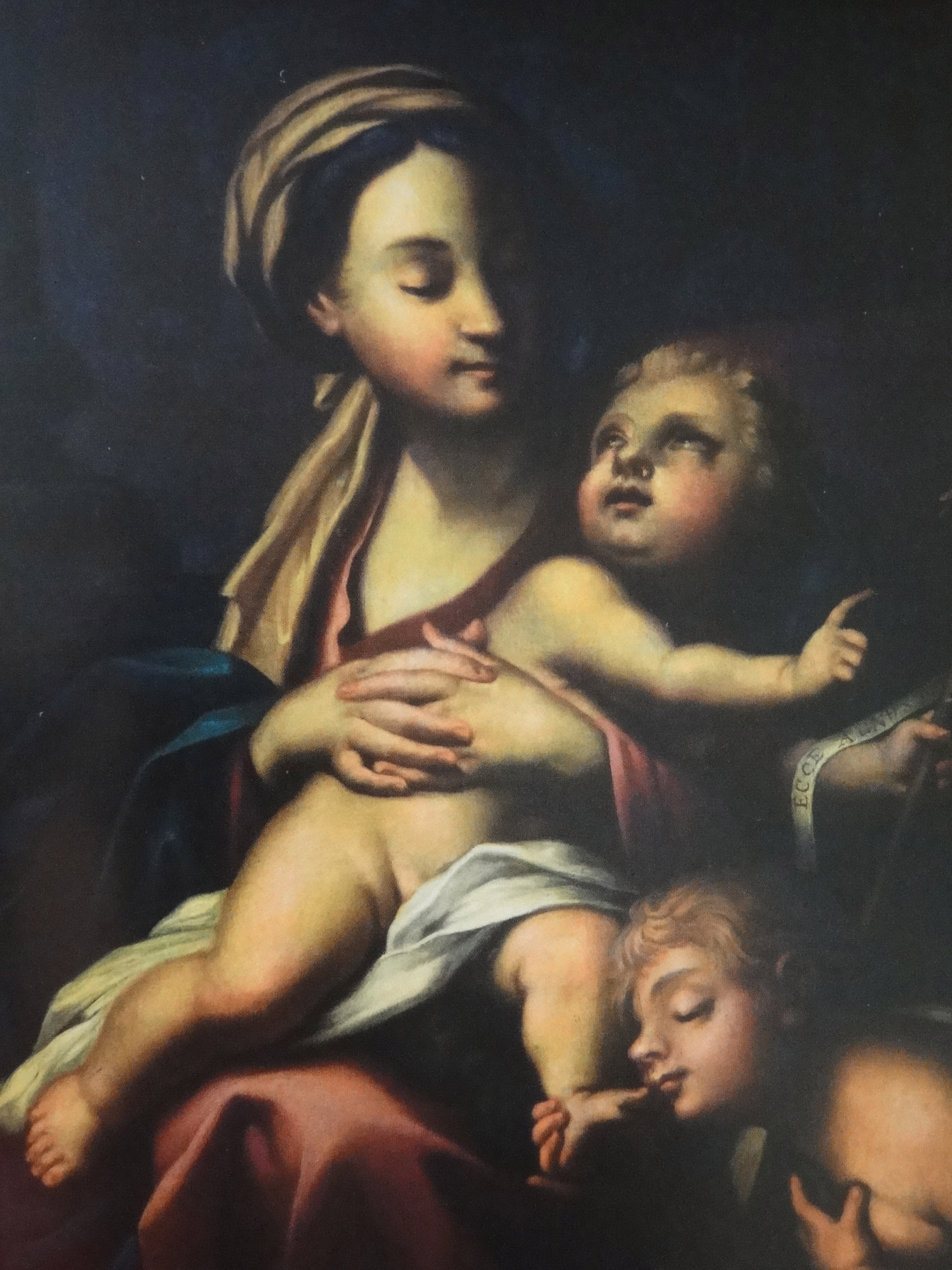
Il-Madonna ta’ Mejju (1732)

Dwa wspaniałe płótna pędzla Attilio Palombiego (1859–1913), przedstawiające odpowiednio Świętego Piotra oraz Świętego Pawła, umiejscowione są po obu stronach dzieła Pretiego. Namalowane w 1906, zastąpiły dwie kamienne figury świętych, kiedy w 1905 prezbiterium zostało powiększone(s.29).
Bezpośrednio pod obrazem tytularnym, wsparte na marmurowym ołtarzu z 1914, znajduje się dzieło Pierre Guillemina z 1732 Dziewica Maryja z Dzieciątkiem i św. Janem Chrzcicielem. Obraz ma wspaniałą, rzeźbioną i pozłacaną ramę. Znany jest jako Il-Madonna ta’ Mejju (Matka Boska Majowa)(s.29).

### Nawa lewa

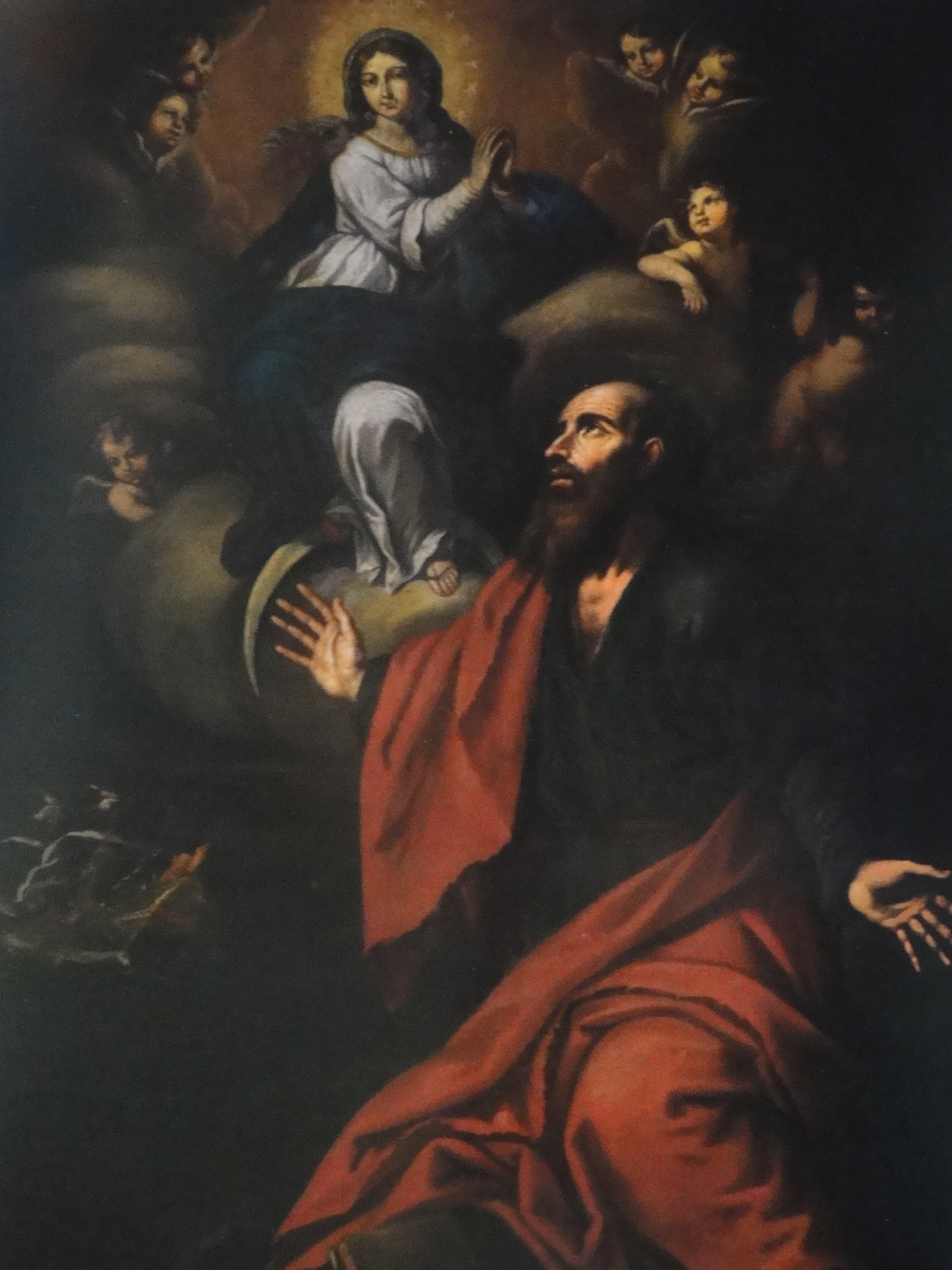
Niepokalane Poczęcie i św. Paweł (1699)

W lewej nawie znajduje się pięć kaplic. Poczynając od wejścia do świątyni znajdziemy:

#### Kaplica św. Pawła
Ołtarz, postawiony w 1698 w niszy nawy głównej, przeniesiony został w aktualne miejsce w 1938, po zbudowaniu bocznych naw. Malowidło w ołtarzu, wykonane przez Stefano Erardiego w 1699, przedstawia Niepokalane Poczęcie i św. Pawła. Obraz umieszczony jest w rzeźbionej kamiennej ramie, na szczycie której znajduje się niewielkie płótno Święty Publiusz. Marmurowa podstawa barokowego ołtarza nosi typowo maltański symbol św. Pawła – żmiję wzrastającą z ognia, rozpalonego przez Maltańczyków, by ogrzać ocalałych z rozbitego statku.

W kaplicy znajduje się również figura Matki Boskiej Bolesnej, używana w procesji wielkopiątkowej, wykonana z papier mâché przez Michaela Camilleri Cauchi w 1982, jak też pomnik archiprezbitera katedry z lat 30. XX wieku, kiedy zbudowane zostały nawy boczne, Alfonsa Marii Hiliego(s.39-40).

#### Kaplica św. Alfonsa Marii de Liguori
Jest to kaplica wejściowa, z bocznymi drzwiami bazyliki, wiodącymi do znajdującego się po drugiej stronie ulicy Muzeum Il-Ħaġar. W kaplicy tej, poświęconej św. Alfonsowi Liguori nie ma ołtarza, lecz jedynie niewielki obraz olejny przedstawiający świętego, dzieło maltańskiego malarza Ramiro Calì z 1925(s.38).

#### Kaplica św. Michała Archanioła
Prace nad tą kaplicą rozpoczęły się 19 sierpnia 1935, zakończono je w przeciągu roku. Ustawiony na nowym miejscu ołtarz poświęcony został w 1938 przez biskupa Gozo Michaela Gonziego. Do 1964 w ołtarzu znajdował się obraz z 1688, dzieło mało znanego Carlo Lamagny, bratanka proboszcza parafii ks. Paolo Lamagny z lat 80. XVII wieku. Dziś obraz znalazł miejsce w muzeum Il-Ħaġar. Zastąpiony został dziełem wzorowanym na oryginale Guido Reniego z rzymskiego kościoła Santa Maria della Concezione dei Cappuccini.

Główne malowidło ołtarza otoczone jest wspaniałą ramą, ukoronowaną niewielkim „sopra quadro” nieznanego artysty, przedstawiającym Boga Stwórcę. Ołtarz, który zastąpił poprzedni, jest tradycyjny w kształcie, lecz relatywnie nowoczesny w kolorystyce, z niebieskim marmurem unikalnym w bazylice(s.35-36).

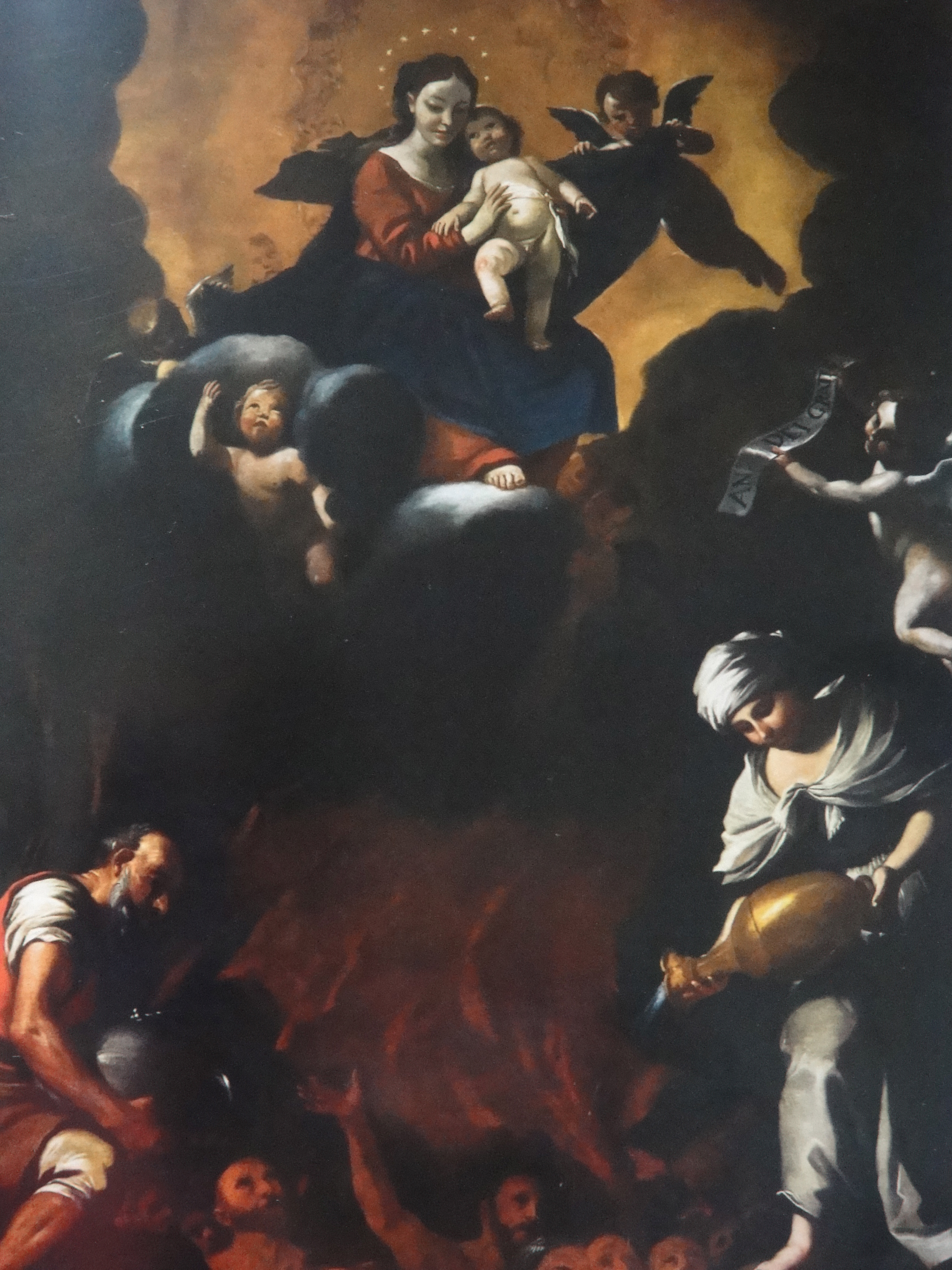
Madonna z duszami czyśćcowymi Mattia Pretiego (1688)

#### Lewy transept
Transept ten, powiększony na początku XX wieku, zdominowany jest przez wspaniały obraz Mattia Pretiego Madonna z duszami czyśćcowymi z 1688, jeden z pierwszych darów dla kościoła, zamówiony przez arystokratyczną rodzinę Gourgion z Gozo. Postaci fundatora i jego żony, kojących wodą męki dusz w czyśćcu, ukazane są w dolnej części obrazu. Obraz ten jest też historycznie powiązany z księdzem i uczonym Agiusem de Soldanis, „ojcem języka maltańskiego” i historii Gozo. Dzieło zastąpiło wcześniejsze, z 1642, pędzla Maltańczyka Filippino Dingli.

Znajdujący się poniżej obrazu wspaniały barokowy ołtarz z tabernakulum, projektu Francesco Zahry, a wykonany w 1759 przez Gian Antonio Durante, zamówiony został przez kanonika Agiusa de Soldanis, wówczas opiekuna ołtarza. Na ołtarzu eksponowana jest drewniana figura Matki Bożej Fatimskiej, przywieziona z Portugalii w 1950.

Po lewej stronie ołtarza, w niszy, stoi figura św. Antoniego Padewskiego, dzieło Carlo Pisi z 1965. Druga figura, dziś w korytarzu prowadzącym do zakrystii, przedstawia św. Marię Goretti.(s.30-31, 51).

#### Kaplica Jezusa i Maryi

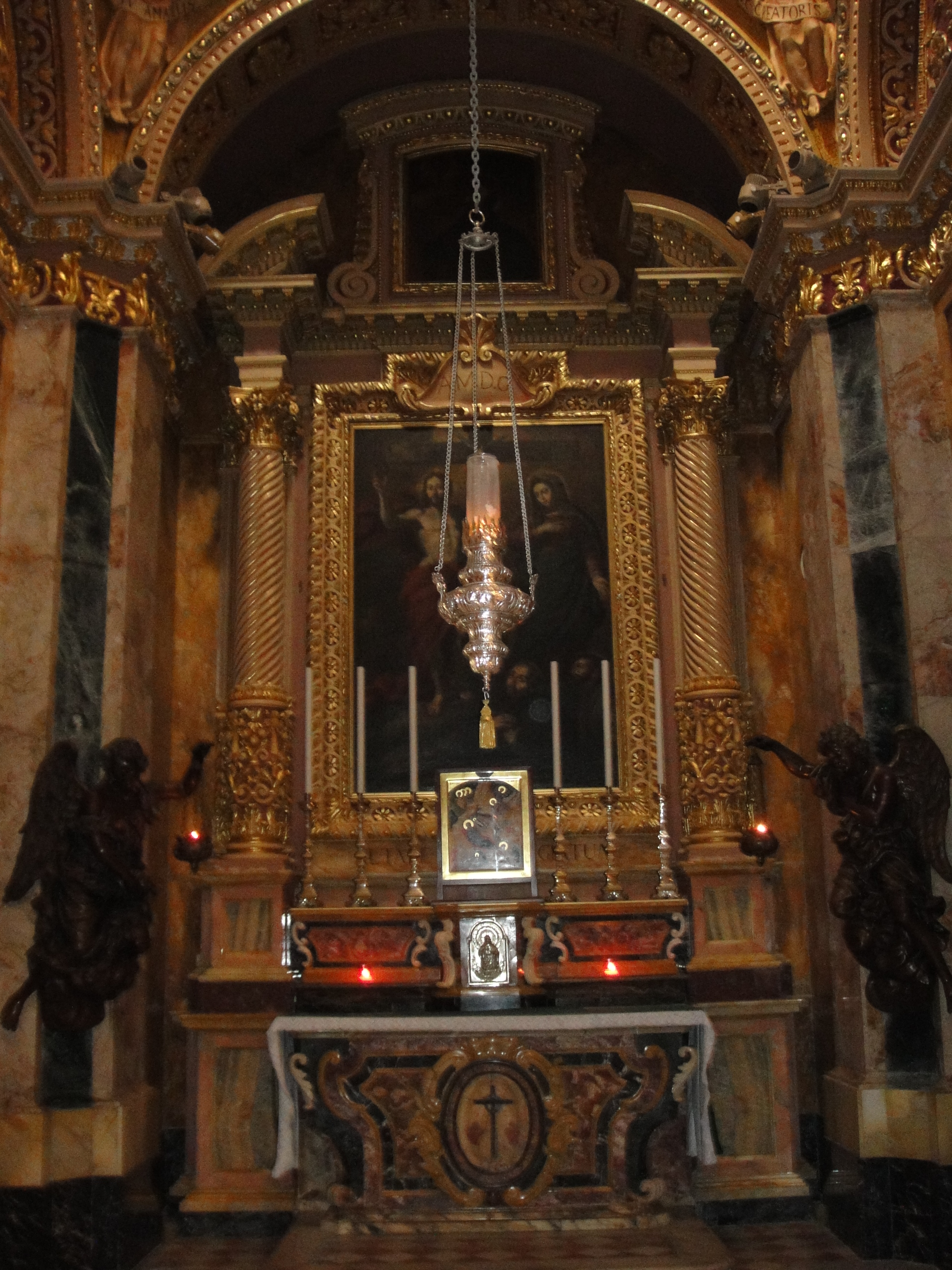
Kaplica Jezusa i Maryi

Właściwie „Kaplica Imienia Jezus i Maryja”, znajduje się na prawo od lewego transeptu. Kiedy w 1938 powiększano transept i budowano kaplicę, zasypano znajdujące się w tym miejscu stare krypty. Ołtarz, wspaniale wykonany z marmuru, został prawdopodobnie zamówiony, aby współgrał z ramą obrazu w retabulum, jedną z pięciu zachowanych z połowy XVIII wieku, rzeźbionych w kamieniu, dekorowanych złoconymi listkami. Na ołtarzu, w odróżnieniu od innych w bocznych kaplicach, umieszczone jest tabernakulum. Przez ponad czterdzieści lat znajdował się tam Najświętszy Sakrament, w 2007 przeniesiony do nowo zbudowanej kaplicy neobizantyńskiej. Widocznym tego śladem są dwa, wykonane z brązu anioły, trzymające lampy świątynne, dzieło gozańskiego artysty Alfreda Camilleri Cauchi, wzorowane na Berninim.

Obraz znajdujący się w nastawie ołtarza, Jezus i Maryja, dzieło Alessio Erardiego, przedstawia Jezusa trzymającego krzyż, oraz Maryję stojącą po lewej stronie. U ich stóp klęczą współzałożyciele Towarzystwa Jezusowego, św. Ignacy Loyola oraz św. Franciszek Ksawery. Trzeci z założycieli, św. Franciszek Borgiasz prezentowany jest na „sopra quadro” ponad ołtarzem.

W kaplicy adorować można też najwcześniejszy podwójny posąg w Gozo, wyrzeźbiony w drewnie przez maltańskiego artystę Sigismondo Dimecha w latach 1802–1807, dla którego wzorem było wyżej wspomniane dzieło Erardiego z okresu przed 1715(s.32-34).

### Nawa prawa
Kaplice tej nawy powstały na miejscu, które do 1936 było częścią Strada San Giorgio (St. George’s Street). Podczas prac ziemnych natrafiono m.in. na wykopaną pieczarę z ok. 4000 rzymskich monet, oraz glinianymi i marmurowymi przedmiotami. Potwierdziło to historycznie znaczącą przeszłość miejsca, na którym postawiona została bazylika(s.43).

Po prawej stronie, poczynając od wejścia, znajdują się:

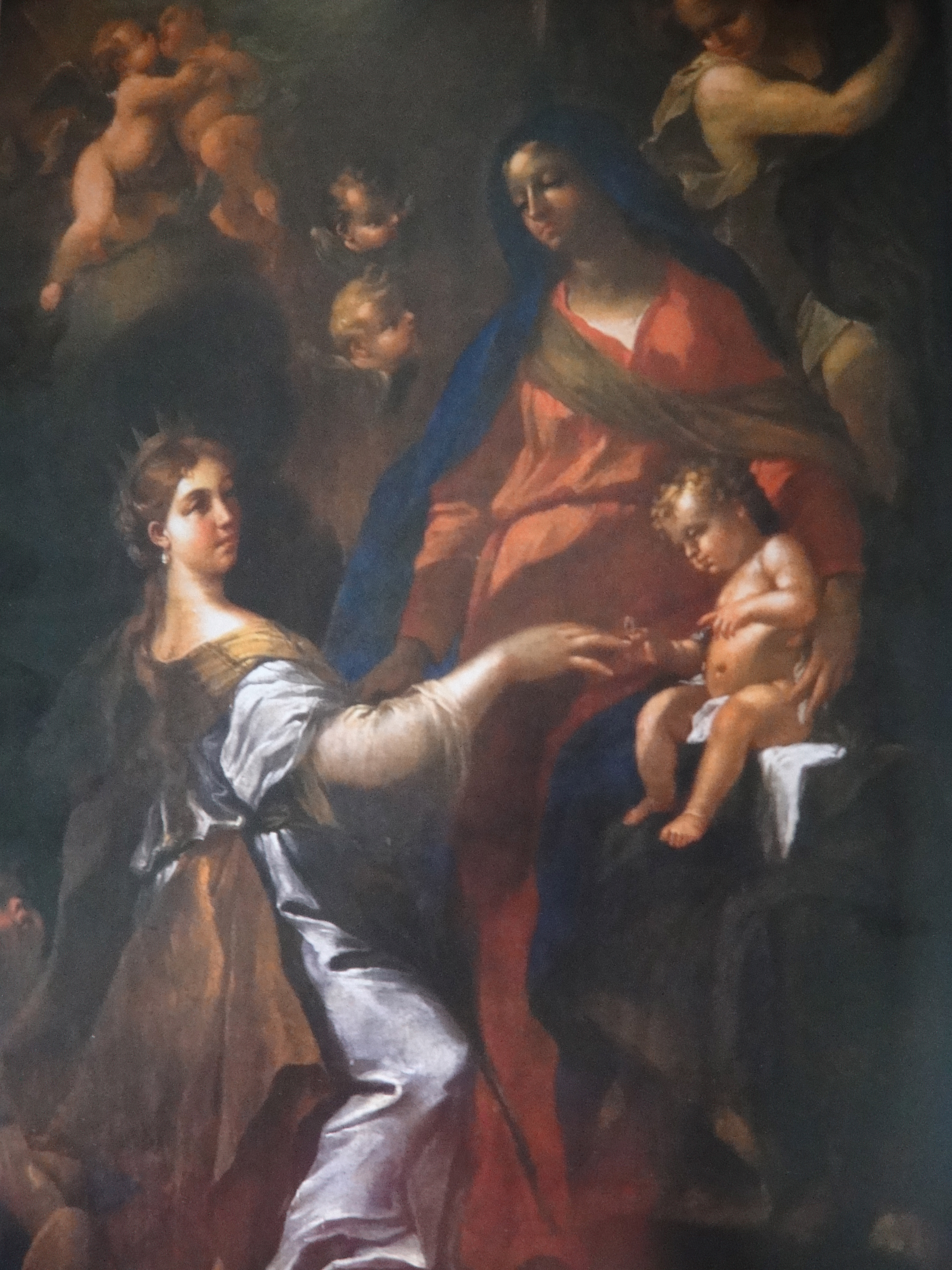
Mistyczne zaślubiny św. Katarzyny Giuseppe D’Areny (1692)

#### Kaplica św. Katarzyny
Jej budowa zakończona została w 1938. Podobnie, jak inne, tak i ta kaplica upiększona jest wspaniałą, pochodzącą z połowy XVIII wieku nastawą ołtarzową, zawierającą „sopra quadro” przedstawiający św. Izydora z Sewilli, promotora rytu gallikańskiego, w którym do 1575 sprawowano liturgię w San Ġorġ tal-Ħaġar. Antepedium ołtarza skrywa szczątki św. Pacyfikusa, o którym wiadomo jedynie, iż był męczennikiem, którego kości zostały wydobyte z jednych z rzymskich katakumb.

Obraz w ołtarzu przedstawia Mistyczne zaślubiny św. Katarzyny z Aleksandrii. Dzieło to, jak i wcześniej wspomniany św. Izydor, wyszło spod pędzla maltańskiego artysty Giuseppe D’Areny, znanego jako il-Romano. Datowane na 1692, uznawane jest za jedno z najlepszych jego dzieł na wyspach maltańskich.

Kaplica św. Katarzyny mieści również imponujący brązowy posąg biskupa Giuseppe Pace, wykonany w 1996 przez znanego współczesnego maltańskiego rzeźbiarza Ċensu Apapa (1909–2003)(s.45).

#### Kaplica św. Teresy z Lisieux
Kaplica ta, podobnie jak znajdująca się naprzeciwko w lewej nawie kaplica św. Alfonsa Liguori, jest kaplicą wejściową. Nie ma w niej ołtarza, jedynie nad drzwiami wychodzącymi na Triq ta’ San Ġorġ tal-Ħaġar umieszczony jest obraz św. Teresy od Dzieciątka Jezus, dzieło maltańskiego malarza Ramiro Calì (1881–1945), wykonane w 1925.

Główne wejście do starego kościoła św. Jerzego (sprzed przebudowy w 1672) znajdowało się tam, gdzie dziś jest wejście do kaplicy św. Teresy; była to fasada, zachodnia ściana kościoła (kościół był orientowany)(s.46).

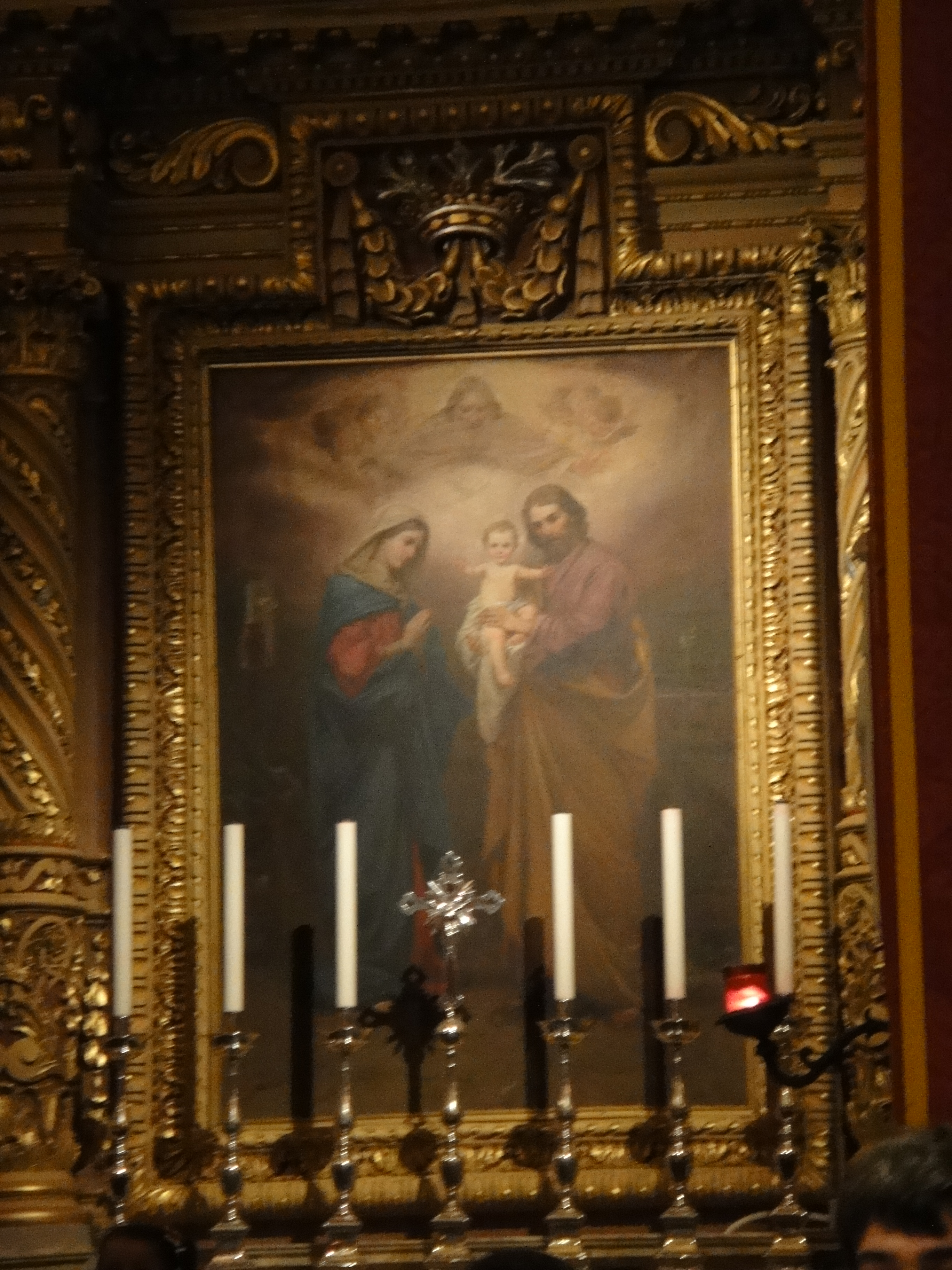
Święta Rodzina Giuseppe Calì (1899)

#### Kaplica św. Józefa (Świętej Rodziny)
Prace nad budową tej kaplicy zostały zakończone 3 listopada 1937.

Jak w przypadku innych kaplic, ołtarz oraz rama tytułowego obrazu upiększone są wspaniałą, rzeźbioną w kamieniu i pozłacaną nastawą ołtarzową. Całość stoi na marmurowej podstawie. Retabulum ukoronowane jest sopra quadro nieznanego malarza, przedstawiającym św. Antoniego z Padwy.

Do 1905 ołtarz poświęcony był Trójcy Świętej, oraz świętym Andrzejowi, Bazylemu i Homobonusowi. Od 1739 znajdował się w nim obraz Enrico Rignauda (1692–1764) Trójca Święta z Najświętszą Dziewicą oraz Świętymi Andrzejem, Bazylim i Homobonusem. Dziś wystawiany jest on w muzeum Il-Ħaġar. W 1905 płótno to zastąpił obraz Giuseppe Calì z 1899 Święta Rodzina, ze św. Józefem z Dzieciątkiem na ręce, oraz modlącą się Maryją u jego boku(s.47).

#### Prawy transept
Transept ten poświęcony jest Wskrzeszeniu Łazarza, jest to jedyne takie wezwanie ołtarza na archipelagu. Transept znajduje się na miejscu wczesnej, bizantyńskiej świątyni chrześcijańskiej. Ołtarz, zbudowany w 1923, zastąpił wcześniejszy, kamienno-drewniany. Wnęka antepedium zawiera szczątki męczennika z czasów rzymskich, św. Klemensa.

Obraz w retabulum, dzieło Giuseppe D’Areny z 1677 (lub 1689) Wskrzeszenie Łazarza, zastąpiło wcześniejsze, sprzed 1621 (po raz pierwszy wspomniane w raporcie z tego roku), dziś w muzeum katedralnym. Agius de Soldanis pisał, że obraz D’Areny jest „pomiędzy najszlachetniejszymi” w kościele. Podczas pracy nad dziełem artysta musiał być zainspirowany obrazem Rubensa o tej samej tematyce, gdyż widać olbrzymie ich podobieństwo. Obraz odnowiony został w 1999.

Przez wiele lat ołtarz św. Łazarza miał po obu stronach nisze, w których znajdowały się figury Matki Bożej z Lourdes z 1879, oraz Matki Bożej Fatimskiej. Dziś statua Pani z Fatimy wystawiona jest na ołtarzu w lewym transepcie(s.49-51).

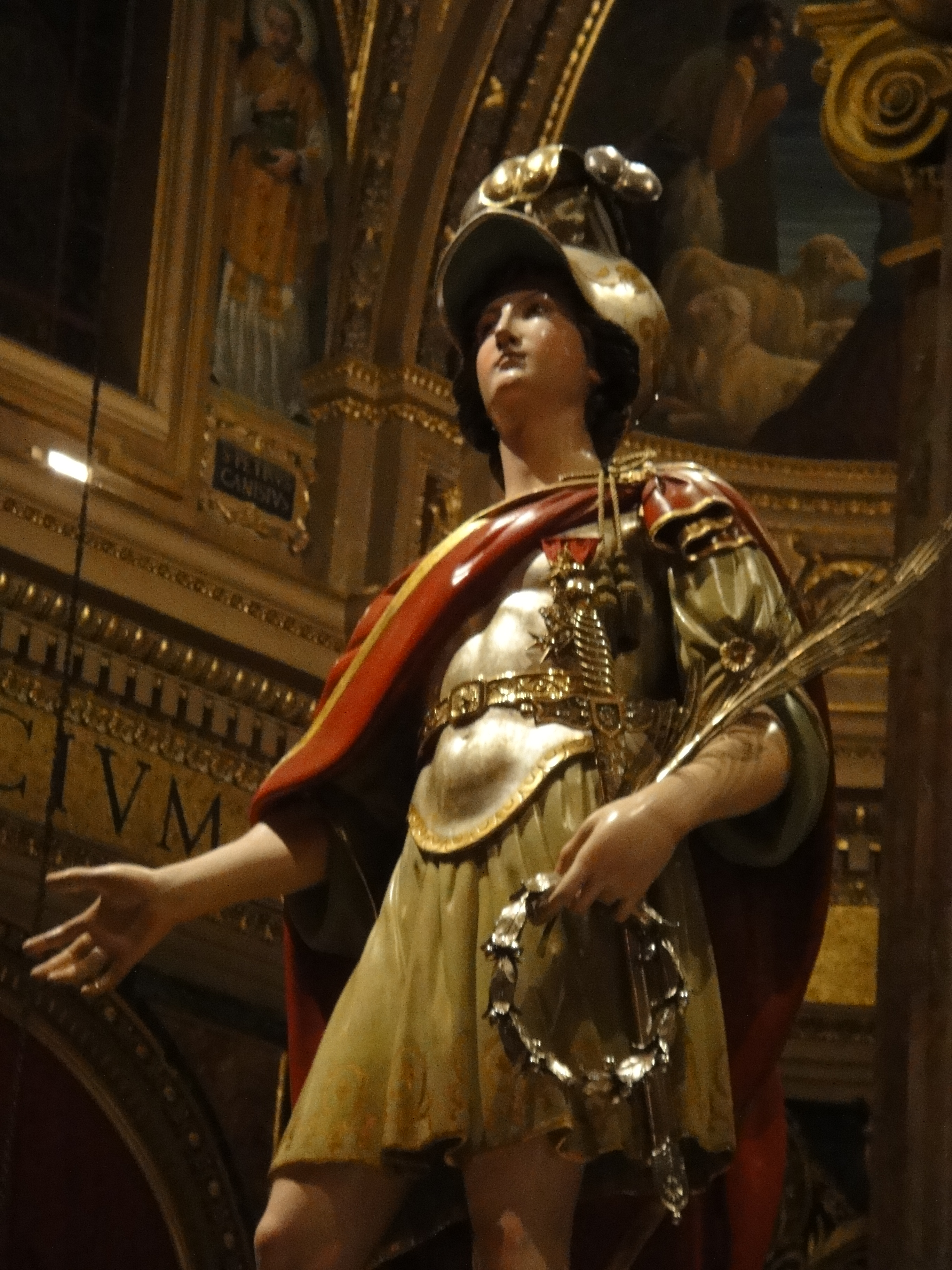
Statua tytularna św. Jerzego, dzieło Pietro Paolo Azzopardiego (1839)

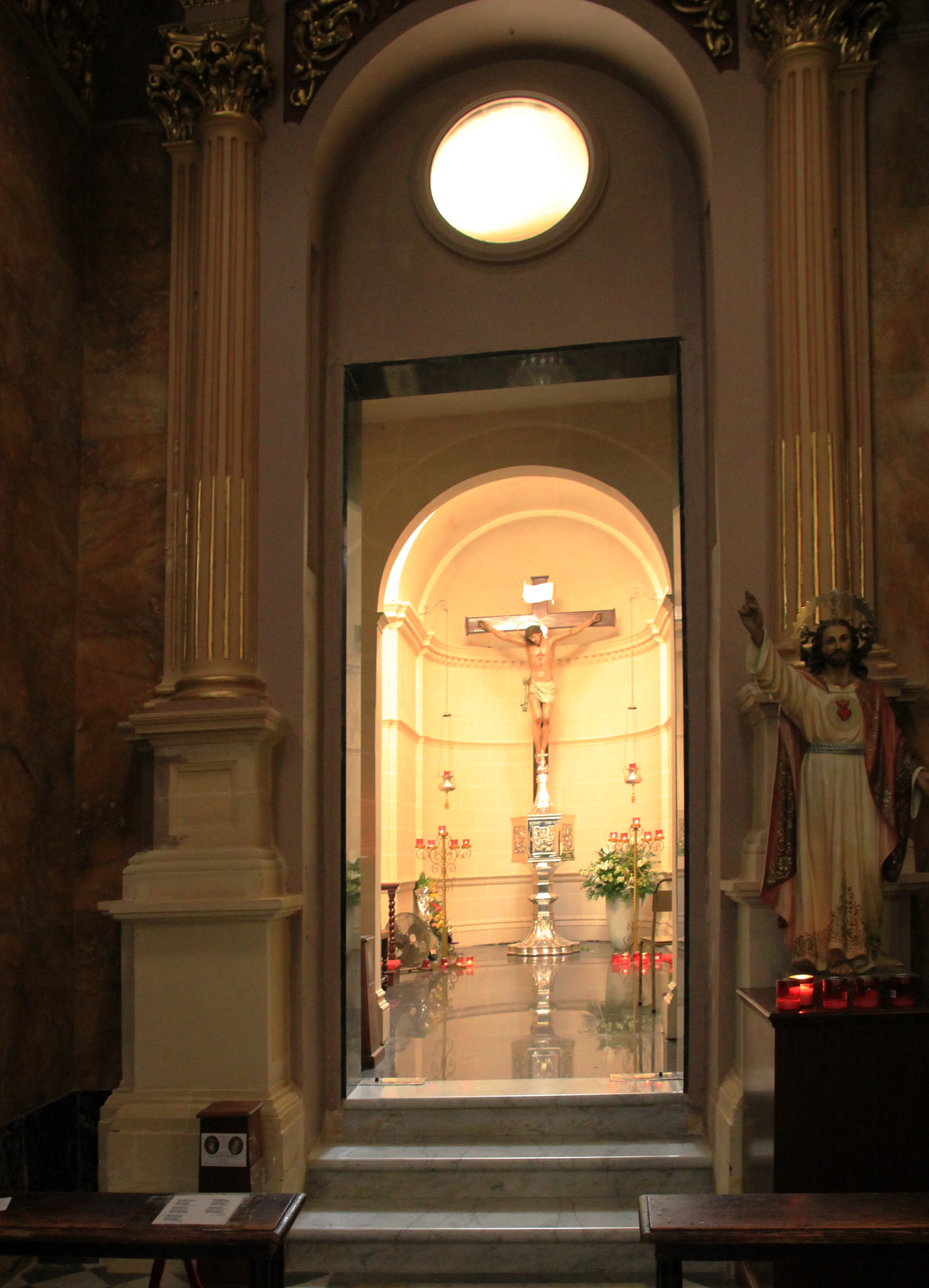
Kaplica neobizantyjska; widoczny krucyfiks wykonany przez Pietro Paolo Azzopardiego

#### Kaplica św. Kajetana
Ostatnia kaplica, wykończona 25 sierpnia 1938, przeznaczona była, aby mieścić nowy ołtarz poświęcony Najświętszemu Krzyżowi. Ołtarz ten miał zastąpić zaginionego dziś jego poprzednika, poświęconego św. Kajetanowi, który wystrojem nie odbiegał od opisanych wcześniej ołtarzy w innych kaplicach świątyni. Na szczęście oryginalne malowidła tego ołtarza zachowały się, i są dziś wystawiane w muzeum Il-Ħaġar. Są to: Madonna ze Świętym Kajetanem, Filipem Neri i Wincentym Ferrerem Gio Nikoli Buhagiara oraz mniejsze, datowane na ok. 1620 Święty Kajetan ze swoimi uczniami nieznanego malarza.

Nowy ołtarz, zainstalowany w 1938, niewielkiej wartości artystycznej, mieścił drewniany krucyfiks wykonany w 1848 przez maltańskiego artystę Pietru Pawla Azzopardiego (1791–1875). Ołtarz ten usunięty został w 2000, aby zrobić miejsce na wejście do kaplicy neobizantyjskiej, w której krucyfiks został umieszczony.

Około dziesięć lat wcześniej ten sam artysta wykonał w drewnie statuę św. Jerzego, pierwszą tytularną statuę na Gozo. Znajduje się ona dziś po prawej stronie kaplicy. W latach 1903 oraz 1996 została odnowiona. Według tradycji, zamówiona została jako ex-voto.

Naprzeciwko posągu patrona stoi inny posąg, również rzeźbiony w drewnie, wykonany w 1996 przez gozańskiego rzeźbiarza Alfreda Camilleri Cauchi – kolejna darowizna na rzecz bazyliki św. Jerzego. Przedstawia Chrystusa Zmartwychwstałego, i jest niesiony w procesji w niedzielę wielkanocną.

W kaplicy znajdują się również dwa ważne obrazy: pierwszy to stary anonimowy Volto Santo, oddający obraz Oblicza Chrystusa, który pojawił się na chuście Weroniki. Naprzeciwko znajduje się duże płótno autorstwa portrecisty Raymonda Pitrè z 2003, ukazujące pierwszego maltańskiego kanonizowanego świętego George’a Precę, który na początku XX wieku założył Stowarzyszenie Doktryny Chrześcijańskiej.(s.52-54).

#### Kaplica neobizantyjska
Coś, czego nie można się spodziewać w tradycyjnie klasycznym barokowym budynku, takim jak bazylika św. Jerzego, to bizantyjska kaplica. Kamień węgielny został położony 23 kwietnia 2002. Dziś w tej kaplicy znajduje się Najświętszy Sakrament i Święty Krzyż bazyliki. W 2004 rozpoczęto prace nad budową nowej kopuły kaplicy. Kaplica została pobłogosławiona przez ówczesnego arcybiskupa Josepha Farrugię 10 lipca 2005. Ten niezwykły styl został wybrany ze względu na kulturowe powiązanie z Kościołami chrześcijańskimi Wschodu. Jego celem było zaszczepienie wiernym katolickim świadomości, że Kościół powszechny oddycha przez dwa płuca, Kościoła Zachodniego, a także Kościołów katolickich sui-iuris w obrządku wschodnim we wspólnocie z Rzymem. Kaplica i kopuła zostały zbudowane według projektu Vince’a Centorrino. Kopuła zawiera osiem okien w stylu bizantyjskim i jest ozdobiona złotą mozaiką. Podłoga kaplicy pokryta jest płytami porfirowymi. Kaplica zawiera również masywne srebrne tabernakulum o wysokości ponad 2 m, zaprojektowane przez Josepha Sagonę. Zostało zbudowane w formie starożytnego XIII-wiecznego cyborium, które było używane w kościele św. Jerzego do XVI wieku, kiedy to zaginęło. W 1818 znaleziono je podczas prac remontowych w starych murach fasady kościoła(s.55).

### Organy i galeria organowa
Wspaniała galeria organowa znajduje się ponad głównym wejściem do bazyliki. Mieści ona siedemnastowieczne organy, dzieło braci Santucci z Sycylii, które są jedynymi istniejącymi i wciąż działającymi barokowymi organami na Gozo(s.41).
Pierwsze organy bazyliki św. Jerzego wprowadzono pod koniec XVII wieku, po rozbudowie kościoła parafialnego. Wraz z instrumentem, zbudowanym przez braci Santucci w 1781, zapoczątkowano tradycję muzyki organowej, która trwa do dziś. Później do barokowych organów dołączył mały przenośny instrument, używany do codziennych nabożeństw.

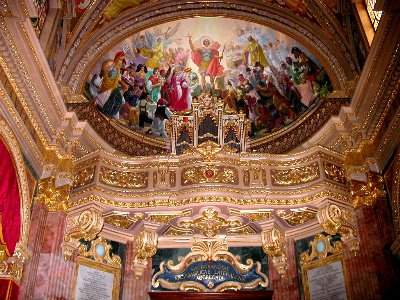
Galeria organowa bazyliki z organami z 1781

Stare barokowe organy zamilkły w połowie lat 60. XX wieku i pozostawały bezczynne przez wiele lat. Ich, oraz mniejszych, miejsce zajęły duże przenośne organy elektroniczne. Następnie, pod koniec lat 90. XX wieku, dzięki inicjatywom ks. George’a J. Frendo i ks. Josepha Merciecy, stare organy zostały profesjonalnie odrestaurowane we Włoszech przez Piero Piccioniego, a organy elektroniczne zastąpione zostały przez nowe cyfrowe. W rezultacie bazylika zyskała możliwość pełnego funkcjonowania organów barokowych, które można obsługiwać z galerii lub z konsoli za ołtarzem głównym, a także w pełni cyfrowe organy, na których można grać pojedynczo lub łącznie z odnowionymi starymi organami piszczałkowymi.

W 2004 nowe organy piszczałkowe, pochodzące z XIX wieku, zostały podarowane do bazyliki przez dr Richarda Vendome’a, muzykologa z Oksfordu oraz organistę i założyciela Oxford Girls Choir. Były one wcześniej umieszczone w sali zgromadzeń metodystów w Wielkiej Brytanii. Organy zostały zainstalowane w St Michael’s Hall i zainaugurowane w 2006.
Galeria organowa, rzeźbiona w drewnie i pozłacana, uzyskała swą aktualny kształt w 1940. Jej wykonawcą był maltański dekorator Emanuele Buhagiar. W 1976 prace nad nią ukończył projektant z Gozo Joseph Sagona.

Bezpośrednio pod galerią znajduje się duży kartusz z inskrypcją upamiętniającą połączenie bazyliki z rzymską bazyliką Najświętszego Zbawiciela na Lateranie. Kartusz ten oflankowany jest dwoma inskrypcjami: po prawej Divo Georgio z 1678, za uwolnienie Gozo od zarazy z 1675, po lewej zaś tablica nawiązuje do poświęcenia kościoła i jego ołtarza 21 września 1755(s.41-42).

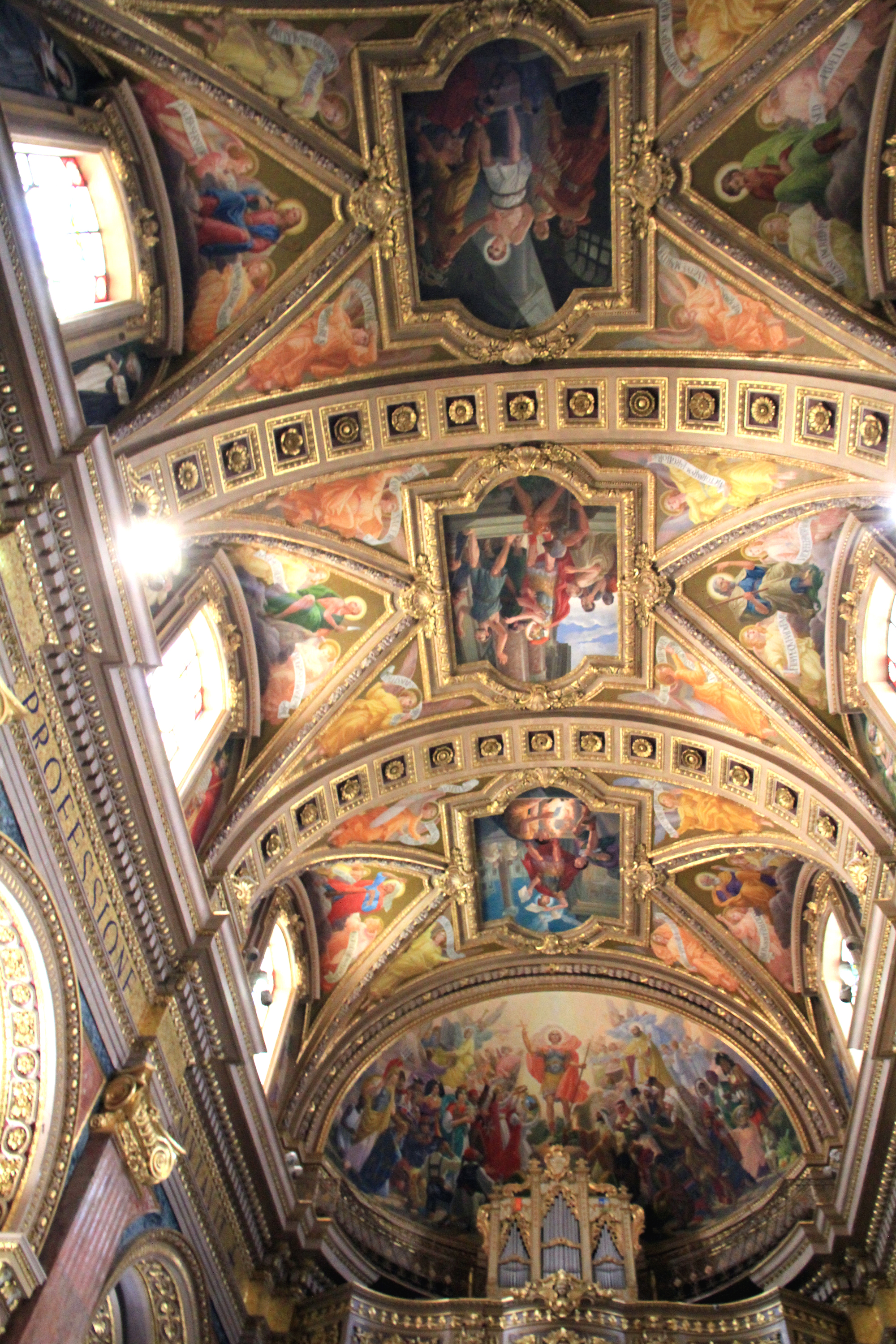
Sklepienie nawy głównej; widoczna apsyda organowa

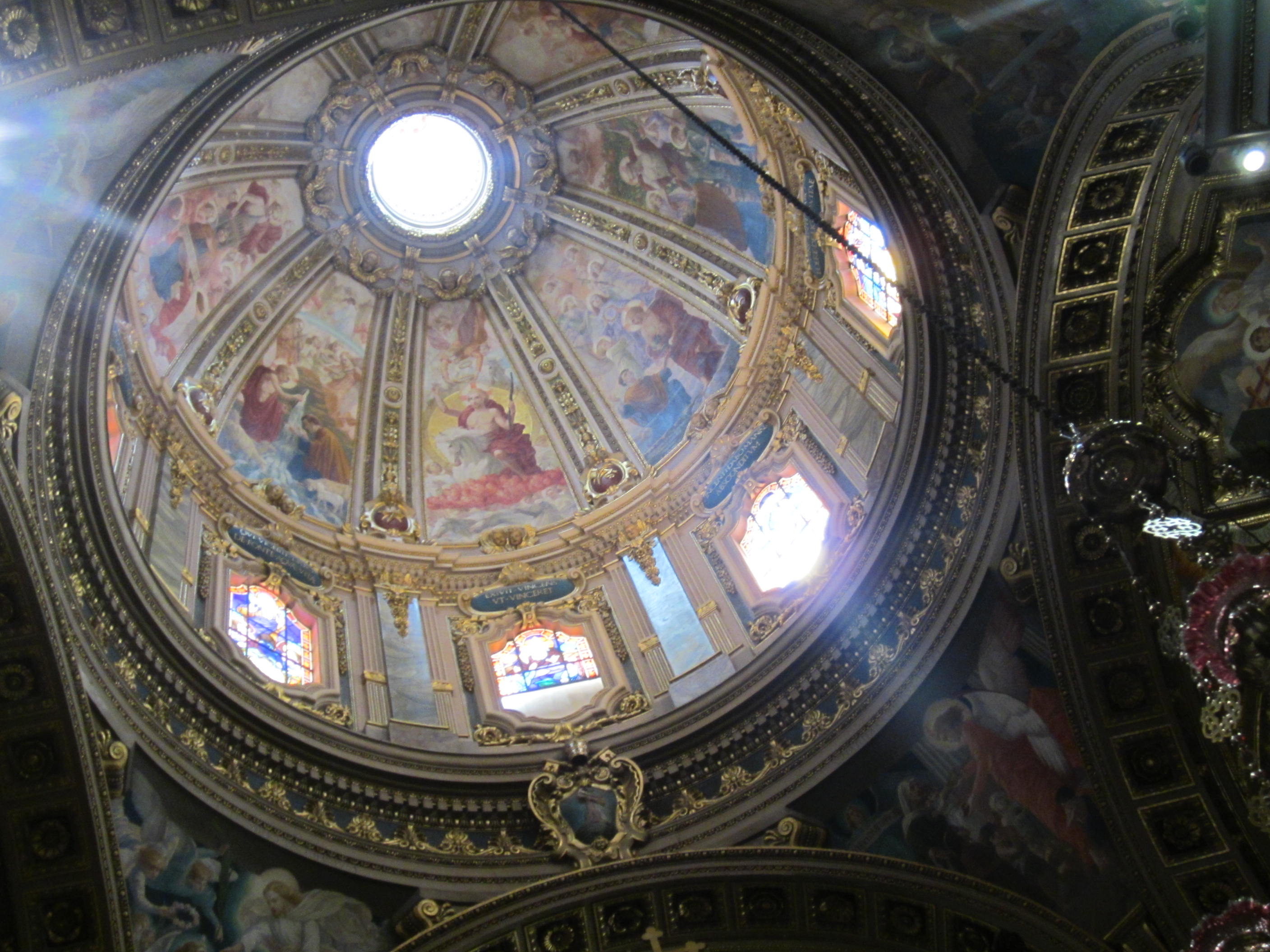
Wnętrze kopuły

### Sklepienie świątyni
Panoramiczny widok wnętrza bazyliki oferuje spektakl polichromowanych marmurów, złotej mozaiki i hipnotyzujących obrazów. Większość tych dekoracji pochodzi z połowy XX wieku. Prace nad upiększeniem świątyni miały miejsce w latach 1945–1954.

Olejne obrazy na płótnie, dekorujące sklepienie i centralną kopułę, są wybitnym dziełem włoskiego malarza Gianbattisty Contiego (1878–1970), który pracował nad nimi wraz z maltańskim sztukatorem Ġużeppi Galeą (1911–1993)(s.16).
Sklepienie nawy głównej oraz obu transeptów pokryte jest malowidłami przedstawiającymi sześć hagiograficznych epizodów z życia i męczeństwa św. Jerzego. Wychodząc od dwunastu podsklepiennych okien w kierunku obrazów hagiograficznych, znajduje się ta sama liczba przedstawień Apostołów i Ewangelistów, oflankowanych przez wspaniałą serię dwudziestu czterech aniołów trzymających zwoje z wypisanymi po łacinie cnotami św. Jerzego. Witrażowe okna świątyni ozdobione są po bokach malowidłami Ojców i Doktorów Kościoła, wraz z innymi świętymi i ważnymi przedstawicielami chrześcijaństwa związanymi z szerzeniem kultu św. Jerzego.

Tematem obrazów Giambattisty Contiego namalowanych w konchach kończących cztery skrzydła bazyliki, tj. apsydę główną, apsydę wejściową (organową) oraz dwa transepty, jest opieka roztoczona przez św. Jerzego nad wyspami maltańskimi i innymi krajami(s.16-23).
Główna kopuła bazyliki była pierwszą częścią sklepienia, nad którą Conti pracował. Prace rozpoczęły się w 1945, a ukończono je w 1949.

Obrazy w kopule przedstawiają temat zwycięstwa z Księgi Objawienia. W architekturze barokowej kopuła stanowi najwyższą część gmachu kościelnego, symbolizuje „niebo”. W ośmiu wydłużonych panelach malarz starał się przedstawić ten przebłysk nieba i niebiańskiej chwały patrona kościoła. Witraże otaczające bęben kopuły są również dziełem Contiego(s.23-25).

### Inne pomieszczenia
- Sacristia Maior (główna zakrystia) dostawiona jest do tylnej ściany bazyliki. Znajduje się tam odpowiednie wyposażenie kościoła, w tym księgi chrztów i małżeństw od 1628. Sufit pomieszczenia udekorowany jest pozłacaną sztukaterią okalającą trzy obrazy z lat 2000–2003, autorstwa Paulo Camilleri Cauchiego, przedstawiające trzy okresy chrześcijaństwa na Gozo. Nisza w ścianie zakrystii mieści statuę św. Józefa, wykonaną techniką papier-mâché przez Wistina Camilleri w 1924. Na ścianach wiszą portrety wykonane przez maltańskich malarzy Roberta Caruenę Dingliego, Raymonda Pitrè oraz Włoszkę A. Giacometti[1](s.56-57)[3].
- Aula ks. Giuseppe Farrugii gości szereg wydarzeń kulturalnych w przeciągu roku. Wraz z przyległymi pomieszczeniami używana jest na spotkania parafialne, recitale muzyczne, sympozja, konferencje, przyjęcia oraz wydarzenia prywatne. Pośród jej wyposażenia znajduje się Grand Yamaha Concert Piano oraz klawesyn marki Antunes z 1785.[1](s.60)[3].
- St. Michael’s Hall mieści brytyjskie organy z XIX wieku; przez cały rok odbywają się tam koncerty muzyki organowej[3].
- Aula Capitularis, znajdująca się na pierwszym piętrze, jest oficjalną siedzibą kapituły kolegiaty; znajdują się tam różne cenne obrazy, niektóre z nich są oryginalnymi obrazami tytularnymi z ołtarzy w bazylice[3].

## Święto tytularne
Święto liturgiczne świętego Jerzego Męczennika, opiekuna wyspy Gozo i patrona miasta, przypada 23 kwietnia, ale uroczystości zewnętrzne są obchodzone z wielką pompą w mieście w ciągu tygodnia poprzedzającego trzecią niedzielę lipca. Zarówno 23 kwietnia, jak i trzecia niedziela lipca są przede wszystkim świętami religijnymi, chociaż mają inne, choć uzupełniające się akcenty. Chociaż dzień kwietniowy jest wyłącznie pobożny i praktycznie ogranicza się do wewnętrznych uroczystości w kościele, lipcowa festa rozciąga się na kilka dni uroczystości zewnętrznych, kulturalnych kąsków i popularnych widowisk. W rzeczywistości letni dzień św. Jerzego w Gozo trwa nie krócej niż trzy tygodnie.

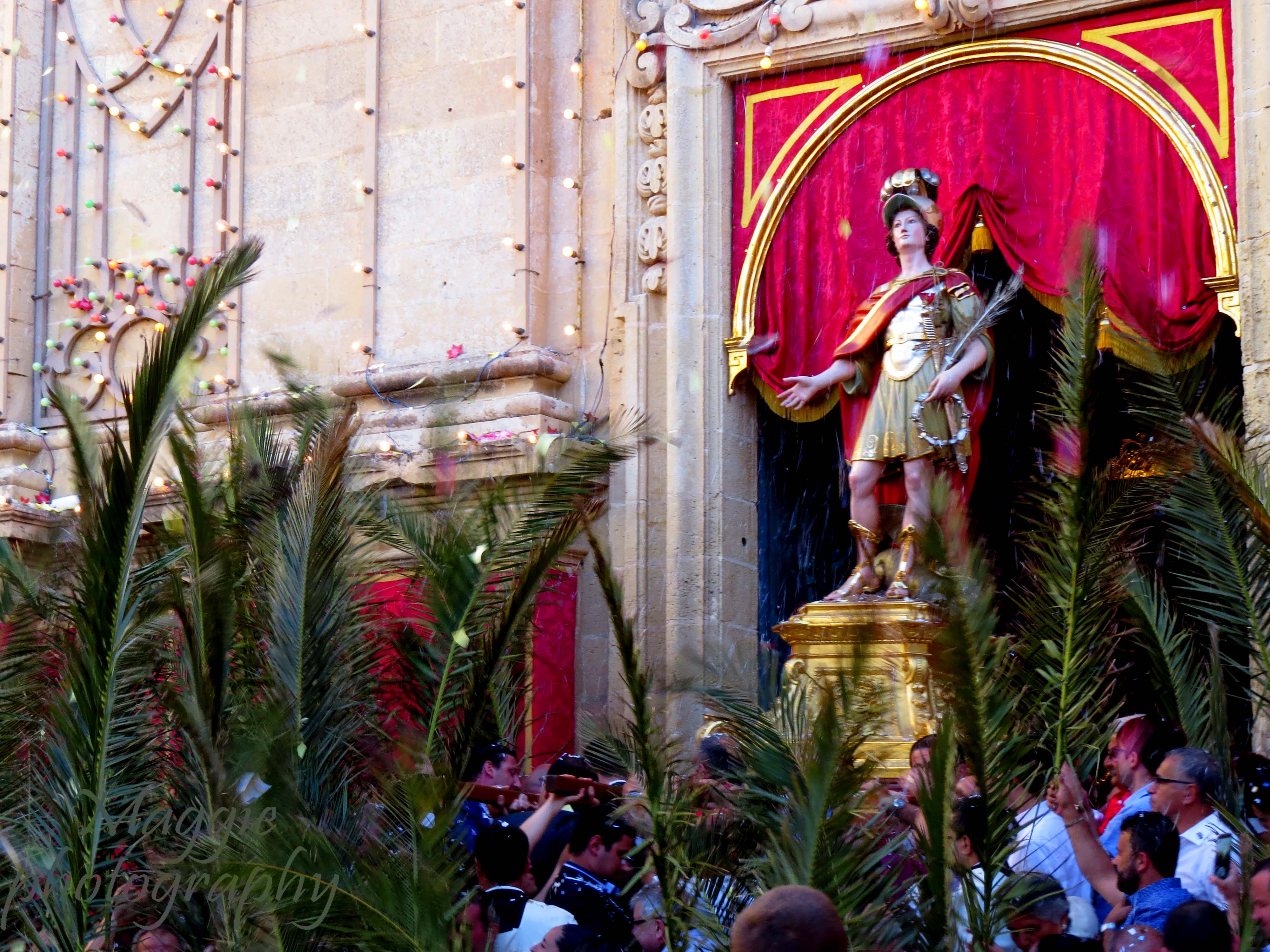
Wyprowadzenie figury św. Jerzego w procesji z bazyliki

Lipcowe obchody święta patronalnego rozpoczynają się we wtorek poprzedzający trzecią niedzielę miesiąca, tryumfalnym wyprowadzeniem (malt. ħruġ) figury św. Jerzego z kościoła, przy akompaniamencie utworów muzycznych wykonywanych przez La Stella Band. W każdy następny dzień, aż do soboty, odbywają się przemarsze przy udziale zespołów muzycznych, kończące się późno w nocy. W piątek wieczorem pokaz ogni sztucznych trwa do późna. W sobotę przed południem uroczysta msza święta w bazylice. Po południu tradycyjne wyścigi konne rozgrzewają widzów, a wieczorem pierwsze nieszpory w bazylice. W niedzielę dzień fiesty rozpoczyna się uroczystą mszą świętą pontyfikalną pod przewodnictwem biskupa Gozo. Uświetnia ją chór Laudate Pueri oraz orkiestra symfoniczna bazyliki. Wieczorem drugie nieszpory z udziałem duchowieństwa, a następnie uroczysta procesja ze statuą tytularną. Uroczystość kończy błogosławieństwo Najświętszym Sakramentem(s.63-70).

## ChórLaudate Pueri
Jest synonimem muzyki w bazylice. Założony formalnie w 1976 przez studenta seminarium Ġiużeppe Farrugię, późniejszego, w latach 1998–2007, archiprezbitera bazyliki, lecz jego początki sięgają dużo wcześniejszych czasów. Chór występował na wyspach, we Włoszech, Francji i Wielkiej Brytanii, jak również w Nowym Jorku. Wspaniałym wyróżnieniem chóru było zaproszenie na koncert, razem z papieskim chórem Coro della Cappella Musicale Pontificia (znanym jako Sistine Chapel Choir), podczas papieskiej mszy w święto Trzech Króli w 2014.

Będąc chórem bazyliki, regularnie śpiewa podczas niedzielnych mszy świętych o godz. 11:00 oraz podczas wszystkich uroczystych mszy świętych. Chór wydał dziesięć płyt kompaktowych(s.58). Bierze czynny udział w koncertach Victoria International Arts Festival.

## Victoria International Arts Festival
Zapoczątkowany w 1998 przez chór bazyliki Laudate Pueri, trwa co roku od połowy czerwca do parafialnej festy w lipcu. Jest najbardziej prestiżowym i najdłużej obchodzonym festiwalem muzycznym na Wyspach Maltańskich. Gromadzi lokalnych i międzynarodowych wykonawców, w tym solistów, zespoły kameralne, grupy jazzowe, orkiestry dęte, chóry i orkiestry z całego świata. Dodatkowo oferuje też literaturę, wystawy sztuki oraz warsztaty mistrzowskie różnych instrumentów. Wstęp na koncerty w bazylice jest bezpłatny(s.59).

## Posługa religijna
W bazylice codziennie odprawianych jest osiem mszy świętych przed południem oraz trzy wieczorem.
Oprócz bycia rzymskokatolickim kościołem parafialnym, bazylika służy również jako główny kościół parafialny wspólnoty anglikańskiej na Gozo, części diecezji europejskiej. Wspólnota poświęcona Najświętszej Dziewicy i św. Jerzemu została założona w bazylice św. Jerzego 23 kwietnia 2005. Wspólnota anglikańska często uczestniczy w nabożeństwach ekumenicznych w bazylice, jak również odprawia ważne nabożeństwa w tej samej bazylice, np. w święto św. Jerzego 23 kwietnia.

## Muzeum bazyliki
W lutym 2013 bazylika otworzyła drzwi do swojego nowego nowoczesnego muzeum, jedynego w swoim rodzaju w kraju. Jest to pierwszy budynek zbudowany od początku na potrzeby muzealne. Muzeum i centrum kultury, o nazwie Il-Ħaġar (Serce Gozo), oferuje bogatą kolekcję historycznych i artystycznych artefaktów, które były wcześniej niedostępne dla ogółu społeczeństwa. Od czasu do czasu w muzeum odbywają się wydarzenia kulturalne, a także wystawy czasowe. Muzeum znajduje się po lewej stronie bazyliki. Kuratorem muzeum jest ks. dr Ġiużeppe Farrugia, emerytowany archiprezbiter bazyliki(s.78).

## Ochrona dziedzictwa kulturowego
Budynek kościoła umieszczony został 27 sierpnia 2012 na liście National Inventory of the Cultural Property of the Maltese Islands pod numerem 00898.